# Połajewo (gemeente)
De gemeente Połajewo is een landgemeente in het Poolse woiwodschap Groot-Polen, in powiat Czarnkowsko-trzcianecki.
De zetel van de gemeente is in Połajewo.
Op 30 juni 2004 telde de gemeente 6114 inwoners.

## Oppervlakte gegevens
In 2002 bedroeg de totale oppervlakte van gemeente Połajewo 141,97 km², waarvan:
- agrarisch gebied: 67%
- bossen: 27%

De gemeente beslaat 7,85% van de totale oppervlakte van de powiat.

## Demografie
Stand op 30 juni 2004:
| Omschrijving                   | Totaal | Totaal | Vrouwen | Vrouwen | Mannen | Mannen |
| ------------------------------ | ------ | ------ | ------- | ------- | ------ | ------ |
| eenheid                        | aantal | %      | aantal  | %       | aantal | %      |
| inwoners                       | 6114   | 100    | 3049    | 49,9    | 3065   | 50,1   |
| bevolkingsdichtheid (inw./km²) | 43,1   | 43,1   | 21,5    | 21,5    | 21,6   | 21,6   |

In 2002 bedroeg het gemiddelde inkomen per inwoner 1336,93 zł.

## Administratieve plaatsen (sołectwo)
Boruszyn, Krosin, Krosinek, Młynkowo, Połajewo, Przybychowo, Sierakówko, Tarnówko.

## Aangrenzende gemeenten
Czarnków, Lubasz, Oborniki, Obrzycko, Ryczywół